# Barbara Dane
Barbara Dane (Detroit, 12 de mayo de 1927-Oakland, 20 de octubre de 2024) fue una cantante estadounidense de folk, blues y jazz.
"Bessie Smith en estéreo", escribió el crítico de jazz Leonard Feather en la década de los 50. Time dijo de Dane: "La voz es, pura y rica ... rara como un diamante de 20 quilates", y citó la exclamación de Louis Armstrong después de oírla en el festival de jazz de Pasadena: "Viste a esa chica? Es fantástica!"

## Comienzos
Los padres de Barbara Dane llegaron a Detroit de Arkansas en la década de los años 20. Al salir de la secundaria, Dane comenzó a cantar regularmente en las manifestaciones por la igualdad racial y la justicia económica. En su adolescencia, actuó con bandas de la ciudad y se ganó el interés de los promotores de música locales. Recibió una oferta de gira con la banda de Alvino Rey, pero los rechazó en favor del canto en las puertas de las fábricas y en los salones sindicales.

## Carrera como cantante
Se muda a San Francisco en 1949. Allí Dane comenzó a cuidar de su propia familia y a cantar folk y canciones de actualidad alrededor de la ciudad, así como en la radio y la televisión. En esa época el jazz vivió un renacimiento en la ciudad, y en la década de los 50 se convirtió en una figura familiar en los clubes a lo largo del Embarcadero, con sus propias versiones del blues femenino y las melodías de jazz. Músicos de jazz de New Orleans como George Lewis y Kid Ory y lugareños como Turk Murphy, Burt Bales, Bob Mielke y otros la invitaron a cantar en sus grupos con regularidad. Su primer trabajo profesional de jazz fue con Turk Murphy en el Tin Angel en 1956. 
Para la revista Ebony, ella parecía "increíble rubia, especialmente cuando la poderosa oscura voz de alto comienza a quejarse de los problemas, de los hombres y de la libertad... con obstinada determinación, entusiasmo y un amor profundo por los débiles, [se] hace un nombre a sí misma ... ayudada e instigada por algunos de los nombres más antiguos en el jazz que ayudaron a dar a luz al blues." Las siete páginas del artículo de Ebony estaban llenas de fotos de Dane trabajando con Memphis Slim, Willie Dixon, Muddy Waters, Clara Ward, Mama Yancey, Little Brother Montgomery y otros.
En 1959, Louis Armstrong la invitó a aparecer con él en la televisión nacional. Ella apareció con Louis Armstrong en el Timex All-Star Jazz Show organizado por Jackie Gleason de 7 de enero de 1959. Luego realizó una gira por la Costa Este con Jack Teagarden, apareció en Chicago con Art Hodes, Roosevelt Sykes, Little Brother Montgomery, Memphis Slim, Otis Spann, Willie Dixon y otros, actuó en Nueva York con Wilbur De Paris y su banda, y apareció en The Tonight Show Starring Johnny Carson como artista invitada única. También actuó en la televisión en The Steve Allen Show, Bobby Troop's Stars of Jazz, y Alfred Hitchcock Presenta. En 1961, la cantante abrió su propio club, Sugar Hill: Home of the Blues, en San Francisco, en la calle Broadway, en el distrito de la Playa Norte, con la idea de crear un lugar de encuentro para el blues en un distrito turístico, donde un público más amplio podía oírlo. Allí Dane actúa regularmente con sus dos más constantes compañeros musicales: Kenny "Good News" Whitson en el piano y la corneta y Wellman Braud, exbajista de Ellington.
En su discurso en las Protestas contra la Guerra de Vietnam (cuyo texto puede encontrarse en el folleto que se incluye en el disco de Paredon Records FTA! Songs of the GI Resistence, álbum de 1970), Barbara Dane dijo, "yo era demasiado terca para contratar a gerentes codiciosos, probablemente porque soy una mujer a la que le gusta hablar por sí misma. Siempre he hecho mis propios tratos y contratos, y después de averiguar las tarifas, yo era libre de elegir cuando y donde trabajaba, era capaz de pasar mucho más tiempo con mis tres hijos y haciendo trabajo político, e incluso traía a casa más dinero al final, por no ir a por el "bigtime." Hice algunos discos realmente agradables, porque era capaz de elegir y trabajar con músicos maravillosamente talentosos."

## Activismo político
Continuó sus apariciones, como artista en solitario en el circuito de cafeterías con su estilo folk a la guitarra. También ha intensificado su trabajo en los movimientos por la paz y la justicia, como la lucha por los derechos civiles y la contra la guerra de Vietnam. Cantó en las manifestaciones de paz en Washington D. C., y en todo el país y recorrió en contra de la guerra cafeterías de todo el mundo. En 1966, Barbara Dane se convirtió en la primera música estadounidense en hacer una gira después de la revolución, en Cuba.
En 1970 Dane funda Paredon Records con su marido Irwin Silber, una etiqueta que se especializa en la canción protesta. Ella produjo 45 álbumes, tres de ella misma, durante un período de 12 años. La etiqueta más tarde fue incorporada en la Smithsonian-Folkways, una etiqueta de la Institución Smithsoniana, y está disponible a través de su catálogo.
En 1978, Dane apareció con Pete Seeger en un mitin en Nueva York para ayudar a los mineros del carbón.
"El mundo necesita más gente como Barbara, alguien que está dispuesto a seguir su conciencia. Ella es, si el término debe ser utilizado, una heroína", dijo Bob Dylan en una carta abierta al Broadside Magazine en 1964.

## Cantante de blues y modelo a seguir
Cuando estaba a finales de los años 70, Philip Elwood, crítico de jazz del San Francisco Examiner, dijo de ella: "Dane está de vuelta y hermosa... tiene una inmensa voz, muy bien entonada... capaz de exquisitas presentaciones, independientemente del material. Como cantante de blues ella es incomparable." El escritor sobre blues Lee Hildebrand la llama "...quizás la mejor intérprete viva del blues clásico de los años 20." En 2010 en un perfil de Barbara producido por Steven Short para la radio KALW en San Francisco, Bonnie Raitt dijo "ella siempre ha sido un modelo a seguir y una heroína para mí – musicalmente y políticamente. Pienso que el arco de su vida ha influenciado la mía. Realmente no puedo pensar en alguien a quien admirar más, por la forma en que vivió su vida". La entrevista está archivada en la web de la KALW.

## Discografía
En 1996 Arhoolie Records publicó un CD titulado A Veces Creo que Ella Me Ama, a partir de cintas grabadas 30 años atrás, cuando Dane cantaba en solitario e improvisaba blues con Lightnin' Hopkins. Tradition Records reeditó su LP folk, "When I Was a Young Girl," con Tom Paley en la guitarra y el banjo, en 1997, bajo el epígrafe Anthology of American Folk Music. Después, Runt Distribution publicó Barbara Dane and The Chambers Brothers en su sello DBK Works.
Dane ha publicado algunas de sus primeras grabaciones de blues y jazz en CD que están disponibles en línea Dane Cds. Los títulos incluyen:
- Trouble in Mind, con Don Ewell, piano; Bob Mielke, trombón; P. T. Stanton, trompeta; Darnell Howard, clarinete; y Pops Foster, bajo.
- I'm on My Way, con Kenny Whitson, piano/corneta; Wellman Braud, bajista, Billy Strange, guitarra; Earl Palmer o Jesse Sailes, batería; y Ray Johnson, Rocco Wilson y los Andrews Gospel Singers de Oakland.[15]
- Livin' with the Blues, con Earl "Fatha" Hines, piano; Benny Carter, trompeta; Plas Johnson, saxo, Herbie Harper/John Halliburton, trombón; Shelly Manne, batería; y Leroy Vinegar, bajo.
- Live at the Ash Grove, con Kenny Whitson, piano/ corneta; y Wellman Braud, bajo.
- What Are You Gonna Do When There Ain't No Jazz?
- I Hate the Capitalist System [16]

## Familia
Dane estuvo casada con el cantante de folk Rolf Cahn. Su hijo, Jesse Cahn, también se convirtió en un popular músico. Pablo Menéndez, hijo de Dane con el joyero Byron Menéndez, lidera Mezcla, un conjunto de jazz fusión en Cuba. Su hija, Nina Menéndez, es la directora artística del Bay Area Flamenco Festival y el Festival Flamenco Gitano. En 1964, Dane se casó con Irwin Silber.